# Aldehuela de Yeltes
Aldehuela de Yeltes település Spanyolországban, Salamanca tartományban. Aldehuela de Yeltes Martín de Yeltes, Sepulcro-Hilario, Puebla de Yeltes, El Maíllo, Morasverdes, Dios le Guarde, Alba de Yeltes és Castraz községekkel határos. Lakosainak száma 181 fő (2024).

## Népesség
A település népessége az elmúlt években az alábbi módon változott:
| Lakosok száma | 293  | 256  | 251  | 234  | 217  | 221  | 198  | 190  | 191  | 181  |
|               | 2001 | 2004 | 2007 | 2009 | 2012 | 2014 | 2017 | 2019 | 2022 | 2024 |